# Geoul sokeuro
Into the Mirror (hangul 거울 속으로 RR Geoul sokeuro) és una pel·lícula de terror sobrenatural de Corea del Sud del 2003 sobre una sèrie de morts horribles a uns grans magatzems, tots amb miralls, i el detectiu problemàtic que els investiga. Va ser la pel·lícula de debut del director Kim Sung-ho.

## Argument
Després de causar accidentalment la mort de la seva parella durant una situació d'ostatges, Wu Young-min deixa la policia per treballar per al seu oncle com a cap de seguretat de Dreampia, un immens centre comercial. Dreampia es troba actualment en fase de reconstrucció, ja que un incendi en va destruir parts fa cinc anys. La reobertura estava programada en pocs dies, fins que comencen a produir-se alguns estranys assassinats a l'edifici. Sembla que les víctimes, tots empleats del centre comercial, s'han suïcidat de maneres molt espantoses i poc convencionals.
Young-min desconfia molt de l'explicació policial i comença la seva pròpia investigació, però per desgràcia per a ell, un vell conegut, Ha Hyun-su, s'encarrega de la investigació policial. Hyun-su encara culpa a Young-min de la mort del seu amic i no està interessat en la cooperació. Com més pistes ensopeguen, més estranya i antinatural es torna la veritat.
La pel·lícula explora la teoria del dualisme, els doppelgangers i l'Altre a través del mitjà visual dels miralls i els reflexos.

## Repartiment
- Yoo Ji-tae com a Wu Young-min
- Kim Hye-na com a Lee Ji-hyun
- Kim Myung-min com a Ha Hyun-su

## Recepció
Derek Elley, de Variety, va descriure Into the Mirror com una "història intermitentment eficaç d'un expolicia cremat que es veu involucrat en una sèrie d'assassinats sobrenaturals amb massa freqüència a moments de gènere cursis."

## Remake
El 2008 es va produir un remake estatunidenc, titulat Mirrors. La història va ser canviada en la seva major part, tot i que la idea bàsica i diverses escenes van romandre intactes.
Into the Mirror es va publicar a l'altra cara de la versió sense classificació del DVD Mirrors 2.